# Жлепске Хваловице
Жлепске Хваловице (чеш. Žlebské Chvalovice) је насељено мјесто са административним статусом сеоске општине (чеш. obec) у округу Хрудим, у Пардубичком крају, Чешка Република.

## Становништво
Према подацима о броју становника из 2014. године насеље је имало 92 становника.